# Vincent Schellaert van Obbendorff

Familiewapen
Schellaert van Obbendorf

Vincent Schellaert van Obbendorf heer van Schinnen 1615, Geysteren 1602-1615, Berloo en Spraland uit het Huis Schellaert was de zoon van Adam Schellaert van Obbendorf heer van Gürzenich, Schinnen 1565-1602, Geysteren 1591-1602 en Flodorp (ca. 1541 - 8 september 1603) en Walrave van Voorst vrouwe van Doorwerth.
Hij trouwde op 19 januari 1603 met Elizabeth van Beieren van Schagen. Zij was een dochter van Jan III van Beieren-Schagen 6e heer van Schagen, Borchharen en Barsingerhorn 1548-1618 en Anna van Assendelft. Anna was een dochter van Dirk IV van Assendelft heer van Kralingen Besoyen, Heinenoord, Land van de Wale, Brandswaarde en Schout van Breda, (1498-1553) en zijn echtgenote Adriana van Nassau (1512-1558).
Uit hun huwelijk zijn geboren:
- Maria Barbara Adriana Schellaert van Obbendorf (1604-1690) trouwde met Wijnand van Eynatten-Obsinnich. Zij hebben 1 dochter:
  - Maria Anna van Eynatten (overleden 15 april 1721), trouwde in Aken op 28 augustus 1682[1] met Walraven Theodoor Schellaert van Obbendorf
- Marie Waleranne Schellaert van Obbendorf van Giessenburg (overleden 18 september 1657) trouwde 13 oktober 1623 met Friedrich Taets van Amerongen.
- Willem Schellaert van Obbendorf (overleden 28 april 1665)
- Johan Schellaert-van Bell
- Adam Schellaert van Obbendorp heer van Geisteren (overleden in 1662). Hij trouwde in 1644 met Aleid van Wittenhorst-Sonsfeld, een zuster van Willem Vincent van Wittenhorst. Zij verkregen 3 kinderen:
  - Adelheid van Schellaert non in Burtscheid 1676
  - Catherine van Schellaert trouwde met Werner van Lülsdorf (geboren in de Burcht Lülsdorf in Noordrijn-Westfalen)
  - Johan Vincent van Schellaert van Obbendorf
- Isabelle Schellaert van Obbendorf

Adam Willem II graaf Schellart van Obbendorf (11 augustus 1620 - 11 mei 1678) en Marie Elizabeth Raitz van Frentz-Schlenderhan (1621-1661)
huwde voor de eerste maal in 1664 Albertina Louise Van Beieren Van schagen en de tweede maal 1667 Maria Henrica Schellaert, dochter van Adam Willem, heer van Gürtzenich.